# Епархия Сангау
Епархия Сангау (лат. Dioecesis Sanggauensis) — епархия Римско-Католической церкви с центром в городе Сангау, Индонезия. Епархия Сангау входит в митрополию Понтианака.

## История
9 апреля 1968 года Римский папа Павел VI издал буллу Quandoquidem condere, которой учредил апостольскую префектуру Сангау, выделив её из архиепархии Понтианака и епархии Кетапанга.
8 июня 1982 года Римский папа Иоанн Павел II издал буллу Quam maxime, которой преобразовал апостольскую префектуру Сангау в епархию.

## Ординарии епархии
- епископ Michele Di Simone CP[2] (31.07.1968 — 1972);
- епископ Domenico Luca Spinosi CP (1.09.1972 — 1982);
- епископ Hieronymus Herculanus Bumbun OFMCap (1982—1990);
- епископ Giulio Mencuccini CP (22.01.1990 — по настоящее время).

## Источник
- Annuario Pontificio, Libreria Editrice Vaticana, Città del Vaticano, 2003, ISBN 88-209-7422-3
- Булла Quandoquidem condere  (лат.)
- Булла Quam maxime  (лат.)